# 林誌
林誌（1378年—1426年），字尚默，號蔀斋，一号见一居士。福建閩縣人，明朝政治人物。永樂辛卯科福建解元，壬辰科會元、榜眼。入翰林，官至翰林院侍讀。

## 生平
永樂九年（1411年）福建鄉試解元。永樂十年（1412年），聯捷壬辰科會試第一，殿試一甲第二名进士（榜眼），授翰林院編修，参与編撰《性理大全》、《历代名臣奏议》等，累官至右春坊右谕德兼翰林院侍读。宣德元年（1426年）卒。

## 著作
所著有《周易集説》《蔀齋集》。